# K.R. Narayanan

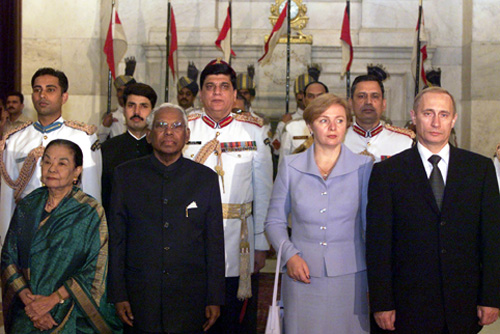
Presidentparet Narayanan (t.v.) tillsammans med makarna Putin (t.h.) under de senares besök i Indien.

Kocheril Raman (K.R.) Narayanan, född 27 oktober 1920 i Perumthanam, Uzhavoor by i Travancore (i nuvarande Kerala), död 9 november 2005 i New Delhi, var en indisk politiker och diplomat. Han var Indiens tionde president. 
Narayanan var den förste medlemmen av Dalitkasten att bli president, tillika den ende malayalitalande. 

## Biografi
- Examen i engelska från universitetet i Travancore.
- Examen i ekonomi, med specialisering på statsvetenskap från London School of Economics.
- Indisk diplomat från 1949.
- Stod nära Nehru.
- Ledamot under tre mandatperioder i Lok Sabha för valkretsen Ottapalam i Kerala.
- Indiens vicepresident 1992-1997.